# Le Radical de Vaucluse

Le Radical de Vaucluse était un journal « politique et littéraire » qui parut de juin 1882 à 1909, puis repris comme quotidien du soir d'informations de janvier à décembre 1933. Il fut diffusé dans le Vaucluse, en particulier sur le secteur d'Avignon.